# Anatomie

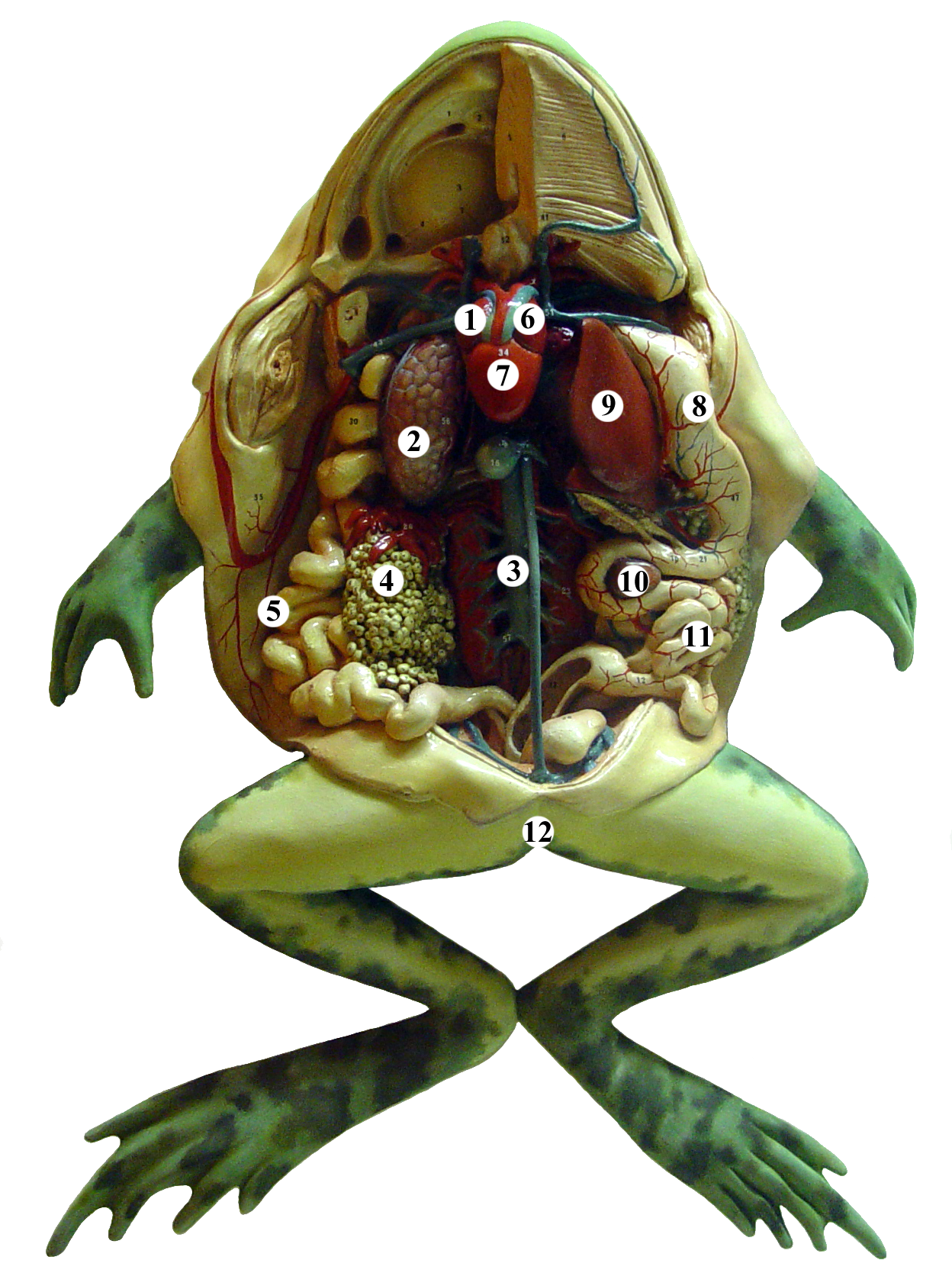
Anatomický model žáby

Anatomie (z řeckého anatemnō, rozříznout) je obor, který se zabývá makroskopickou a mikroskopickou stavbou organismů.
Z hlediska objektu zkoumání je oborem biologie nebo medicíny, lze ji rozdělit na anatomii lidského těla, anatomii živočichů a anatomii rostlin.
Pojem anatomie se obvykle užívá ve vztahu k anatomii lidského těla. Nicméně značné množství stejných či podobných struktur a tkání se nachází v celé živočišné říši, a tudíž pojem anatomie zahrnuje též anatomii jiných živočichů. K označení vědy zabývající se výhradně anatomií zvířat se někdy užívá slovo zootomie. Stavba a tkáně rostlin jsou rozdílné povahy, a tudíž jsou studovány v anatomii rostlin.
Anatomie je vědní disciplína, která se zabývá studiem struktur organismů včetně jejich soustav, orgánů a tkání. Popisuje vzhled a umístění jednotlivých částí těla, jejich stavbu, složení a vztahy mezi jednotlivými orgány či orgánovými soustavami. Anatomie se od fyziologie a biochemie značně liší. Tyto dvě disciplíny se zabývají zejména funkcemi jednotlivých částí těla a chemickými procesy, kterými tyto části procházejí. Anatom se tedy zajímá o tvar, velikost, umístění, strukturu, přísun krve a inervaci jednotlivých orgánů, například jater, zatímco fyziolog se zajímá o produkci žluči, roli jater ve výživě člověka a o regulaci tělesných funkcí.
Z určitého hlediska je anatomie příbuzná s embryologií a komparativní anatomií, která má blízko k evoluční biologii a fylogenezi. Anatomie lidského těla je jednou ze základních medicínských věd.
Na rozdíl od většiny ostatních vědních oborů se v anatomii důsledně rozlišuje terminologie (odborné názvosloví v širším smyslu) a v jejím rámci nomenklatura, přičemž neměnná anatomická nomenklatura v latinském jazyce je závazná od roku 1895.
Anatomii rozdělujeme na makroskopickou a mikroskopickou. Makroskopická anatomie, též nazývána topografická anatomie, se zabývá zkoumáním částí těl živočichů bez pomoci přístrojů, tedy pouhým okem. Topografická anatomie zahrnuje také povrchovou anatomii. Mikroskopická anatomie používá k výzkumu optické přístroje. Mikroskopická anatomie studuje tkáně různých struktur (tato věda se nazývá histologie) a zabývá se i stavbou buněk.

## Historie výzkumu

Mondino dei Liuzzi, Anathomia, 1541

Počátky medicíny z obecného hlediska a morfologických oborů zvláště jsou s vývojem anatomie úzce spjaty. První pitvy byly prováděny ve starém Egyptě jako součást přípravy těl zemřelých k mumifikaci, což zároveň vedlo k získávání poznatků o anatomii člověka. Jako první lékař vůbec je označován Imhotep, žijící v době faraóna Džosera z III. dynastie kolem roku 2600 př. n. l.
Za zakladatele anatomie jako vědního oboru jsou považováni starověcí lékaři Herophilos a Erasistratos, představitelé alexandrijské medicíny, kteří působili v Alexandrii v Egyptě kolem roku 270 př. n. l., kteří kromě mrtvol pitvali údajně i odsouzence k smrti.
Na alexandrijskou školu přímo navázal Galén, který prováděl hlavně pitvy zvířat. Galén shrnul tehdejší anatomické znalosti a jeho autorita ve všech směrech dominovala medicíně až do 17. století. Po pádu Římské říše byly ve středověké Evropě anatomické poznatky do značné míry ztraceny, zachovaly se ale v arabském světě, odkud byly přeloženy zpět do latiny v 11. století n. l. V roce 1235 byla v Salernu založena lékařská fakulta; první středověká pitva se konala roku 1286 v Cremoně. Anatomie se dále rozvíjela i v Bologni, kde Mondino de’Liuzzi organizoval veřejné pitvy; de’Liuzzi též roku 1316 sepsal učebnici Anatomia. Pitvou člověka se zabýval také Leonardo da Vinci. V roce 1543 byla vydána De Humani Corporis Fabrica, ilustrovaná učebnice anatomie italského lékaře Andrea Vesalia, která tvoří základ moderní anatomie. První veřejnou pitvu v českých zemích zorganizoval Jan Jessenius v Praze roku 1600.
S nástupem racionalismu a vynálezem mikroskopu se anatomie začala rychle rozvíjet, v 17. století začaly vznikat první anatomické preparáty a muzea. V 19. století se centrum anatomického bádání přesunulo do Velké Británie.
Historie výzkumu anatomie je charakterizována stále hlubším porozuměním funkcí orgánů a struktur lidského těla. Metody zkoumání se také značně zdokonalily. Od počátku zkoumání anatomie živočichů pomocí anatomických pitev uhynulých zvířat a mrtvých lidských těl se metody ve 20. století přesunuly k vyspělým zobrazovacím metodám jako je rentgen, ultrazvukové vlny a magnetická rezonance.
Anatomie a fyziologie (která studuje strukturu a funkci organismů a jejich částí) tvoří přirozenou dvojici vzájemně propojených vědních disciplín a jsou tudíž většinou studovány společně.

## Výzkum
Obor anatomie můžeme rozdělit do množství podoborů, například makroskopickou a mikroskopickou anatomii. Makroskopická anatomie studuje struktury viditelné pouhým okem. Mikroskopická anatomie studuje struktury na mikroskopické úrovni a zahrnuje histologii (studium tkání) a embryologii (studium organismů v nevyvinutém stadiu).
Anatomie těla může být zkoumána jak pomocí invazivních, tak neinvazivních vyšetřovacích metod. Cílem studie je získat informace o struktuře a uspořádání orgánů a orgánových soustav. Metody zkoumání zahrnují pitvu, při které je tělo otevřeno a studují se jednotlivé orgány, a endoskopii, což je zákrok, při kterém se endoskop (nástroj vybavený kamerou) zavede do malého otvoru v těle, a umožní tak zkoumat vnitřní orgány a další struktury. K zobrazení krevního řečiště se používá angiografie (vyšetřovací metoda užívající rentgenové záření či magnetickou rezonanci).

## Živočišné tkáně
Živočišná říše (neboli Metazoa) zahrnuje heterotrofní motilní (pohyblivé) mnohobuněčné organismy (některé ovšem v průběhu evoluce adoptovaly sesilní – přisedlý – způsob života). Většina živočichů má těla rozdělena do jednotlivých tkání. Takoví živočichové jsou označováni jako eumetazoa (praví mnohobuněční živočichové). Mají vnitřní trávicí dutinu s jedním nebo dvěma otvory, pohlavní buňky (gamety) jsou produkovány v mnohobuněčných pohlavních orgánech a v embryonálním vývoji zygoty zahrnují stadium blastuly. Do říše metazoa nejsou zahrnuty houby, protože mají nediferencované buňky.
Oproti rostlinným buňkám neobsahují živočišné buňky buněčnou stěnu ani chloroplasty. Pokud jsou v živočišné buňce přítomny vakuoly, je jich v buňce větší počet, ovšem jsou menší než vakuoly v rostlinných buňkách. Tělní tkáně jsou tvořeny velkým počtem buněk, např. svalovými, nervovými či kožními. Každá buňka se skládá z buněčné membrány tvořené fosfolipidy, z cytoplazmy a jádra. Jednoduší bezobratlí živočichové složení ze dvou zárodečných listů, entodermu a ektodermu, se nazývají dvojlistí (láčkovci, Diblastica) a vyvinutější živočichové, jejichž orgány a tkáně jsou tvořeny třemi zárodečnými listy, se nazývají trojlistí (Triblastica). Tkáně a orgány živočichů ze skupiny trojlistých jsou tvořeny třemi vrstvami zárodečných listů – ektodermu, mezodermu a entodermu.
Živočišné tkáně můžeme rozdělit do čtyř základních skupin: pojivová, epitelová, svalová a nervová tkáň.

### Pojivová tkáň
Pojivové tkáně jsou vláknité tkáně tvořené buňkami rozptýlenými v anorganickém materiálu zvaném extracelulární matrix (či mezibuněčná hmota). Pojivová tkáň určuje tvar orgánů a udržuje je na místě. Hlavními typy pojivové tkáně jsou: řídké vazivo, tuková tkáň, vazivová tkáň, chrupavka a kost. Extracelulární matrix je tvořen proteiny, hlavním z nich je kolagen. Kolagen hraje významnou roli v organizování a podpoře tkání. Matrix může být přeměněn do podoby kostry, která poskytuje podporu a ochranu těla, takzvaná vnější kostra (exoskelet). Vnitřní kostra (endoskelet) se pak vyskytuje uvnitř těla a slouží jako opěrná soustava jak u vyšších, tak nižších živočichů.

### Epitelová tkáň
Epitelová tkáň je tvořena na sebe těsně přiléhajícími buňkami spojenými pomocí adhezních molekul, které mají velmi malý mezibuněčný prostor. Epiteliální buňky rozdělujeme na ploché, kubické a cylindrické. Nasedají na bazální membránu. Epitelová tkáň je podle své funkce v organismu rozdělena do mnoha typů. V dýchacím traktu se nachází řasnatý epitel a v tenkém střevě mikroklky. Pokožka se skládá z vnější vrstvy zrohovatělého epitelu, který pokrývá tělo. Keratinocyty (pokožkové buňky) tvoří až 95 % kožních buněk. Epiteliální buňky na povrchu těla obvykle produkují extracelulární matrix ve formě kutikuly. U vyšších živočichů jsou z epiteliálních buněk tvořeny mnohé žlázy.

### Svalová tkáň
Svalové buňky (myocyty) tvoří aktivní stažlivou tkáň těla. Svalová tkáň je schopna vyprodukovat sílu potřebnou jak k pohybu těla, tak k pohybu vnitřních orgánů. Sval je tvořen stažlivými vlákny. Rozlišujeme tři základní typy svaloviny: hladkou, kosterní (příčně pruhovanou) a srdeční. Na hladké svalovině není pod mikroskopem patrné příčné žíhání a stahuje se pomaleji než svalovina kosterní. Hladkou svalovinu můžeme pozorovat v chapadlech mořských sasanek či na tělech mořských okurek (sumýšů), u vyšších živočichů najdeme hladkou svalovinu ve stěnách dělohy, močového měchýře, střev, žaludku, jícnu, dýchacího traktu a cév. Kosterní svalovina se stahuje mnohem rychleji, ale její natažení je značně omezené. Kosterní svalovinu nalezneme v končetinách a chapadlech, vyšší živočichové mají kosterní svalovinu připojenou ke kostem, kde poskytuje pohyb. Srdeční svalovina se nachází pouze v srdci. Zde umožňuje kontrakci a pumpuje tak krev do celého těla.

### Nervová tkáň
Nervová tkáň je složena z mnoha nervových buněk – neuronů – které přenášejí informace. U některých radiálně symetrických mořských živočichů, jako například žebernatek nebo žahavců (mořské sasanky, medúzy), tvoří nervy nervovou síť, ovšem u většiny živočichů jsou nervová vlákna uspořádána do podélných svazků. Nervové receptory nižších živočichů reagují na podněty pouze lokálně, v místě podnětu. Vyšší živočichové mají speciální receptory, například chemoreceptory či fotoreceptory, které vedou signál nervovým systémem do dalších částí organismu. Neurony jsou spojeny ganglii. Nervovou soustavu vyšších živočichů dělíme na centrální nervovou soustavu (CNS) a periferní nervovou soustavu (PNS). PNS je tvořena senzorickými nervy, které vedou informace ze smyslových orgánů do motorických nervů, jež ovlivňují cílové orgány. PNS je dále rozdělena na somatický nervový systém (zodpovídá za činnost svalů ovládaných vůlí) a autonomní nervový systém (ovládající hladké svalstvo, některé žlázy a vnitřní orgány).

## Anatomie obratlovců
Všichni obratlovci mají podobnou stavbu těla a v určitém stadiu vývoje (většinou v embryonálním stadiu) sdílí podobné charakteristiky: hřbetní strunu, nervovou trubici či žaberní oblouky. Mícha obratlovců je chráněna páteří. Nervová tkáň je tvořena z ektodermu, pojivové tkáně tvoří entoderm. V zadní části těla se nachází ocas, jenž je pokračováním míchy a páteře. Ústní dutina se nachází v přední části těla živočicha a řitní otvor se nachází při bázi ocasu. Základním znakem obratlovců je páteř složená z obratlů. U většiny obratlovců se v průběhu embryonálního vývoje hřbetní struna přemění v meziobratlovou ploténku. Některým obratlovcům (některé druhy ryb) však hřbetní struna zůstává i v dospělosti. Čelistnatci jsou charakterizováni párovými končetinami (ploutvemi, či nohama), které však mohou být zakrnělé. Končetiny obratlovců mají podobnou strukturu, kterou zdědili po svém posledním společném předkovi. Tento argument předložil Charles Darwin k podložení své evoluční teorie.

### Anatomie ryb
Tělo ryby se skládá z hlavy, trupu a ocasu. Na první pohled nejsou někdy přechody mezi těmito třemi částmi jasně zřetelné. Kostra, tvořící opěrnou strukturu uvnitř těla ryby, je tvořena buď chrupavkou (chrupavčití) nebo kostí (kostnatí). Hlavní částí kostry je páteř složená z lehkých, ovšem velmi pevných obratlů. Žebra jsou připevněna k páteři a na těle nejsou patrné žádné končetiny. Hlavní vnější znaky ryb, ploutve, jsou tvořeny kostěnými nebo měkkými paprsky. S výjimkou ocasní ploutve nejsou nijak napojeny na páteř. Jsou vyztuženy svaly tvořícími většinu trupu. Srdce je složeno z dvou komor a pumpuje krev přes žaberní štěrbiny celým tělem ryby. Oči jsou přizpůsobeny k podvodnímu vidění, dohlednost ryb je ovšem značně omezená. Ryby mají vnitřní ucho, postrádají však vnější i střední ucho. Postranní čára (smyslový orgán nacházející se po stranách trupu ryb) reaguje na nízkofrekvenční vibrace a zaznamenává pohyby či změny tlaku vody.

### Anatomie obojživelníků
Obojživelníci jsou třídou živočichů zahrnující žáby, ocasaté a červory. Obvykle mají čtyři končetiny, ovšem červoři a některé druhy mloků nemají žádné končetiny či jsou jejich končetiny zakrnělé. Kosti obojživelníků jsou duté a lehké, plně zkostnatělé. Obratle jsou spojené klouby. Žebra jsou obvykle krátká a mohou být spojena s páteří. Lebka obojživelníků je široká a krátká, většinou ne zcela zkostnatělá. Většina druhů žab má na okraji horní čelisti jamku vyplněnou malými zoubky. Jeden druh – vakorosnička Güntherova – má zuby i v dolní čelisti. Kůže obojživelníků obsahuje jen málo keratinu a není šupinatá. Obsahuje však množství slizových žláz, některé druhy mají dokonce žlázy jedové. Srdce obojživelníků se skládá ze tří komor – dvou síní a jedné komory. Obojživelníci mají močový měchýř a dusíkaté odpady jsou vylučovány především močí. Dýchají vzduch pumpováním ústní dutiny – vzduch je nejprve veden přes nozdry do ústní dutiny, nozdry se poté uzavřou a vzduch je stažením krku hnán do plic. Plicní dýchání je doplněno dýcháním prostřednictvím kůže. Kůže obojživelníků musí být udržována vlhká.

### Anatomie plazů
Plazi jsou živočišnou třídou zahrnující želvy, hatérie, ještěrky, hady a krokodýly. Mají čtyři končetiny, ovšem hadi a několik druhů ještěrek nemá nohy žádné či zakrnělé. Kosti plazů jsou mnohem více zkostnatělé a mnohem pevnější než kosti obojživelníků. Zuby plazů mají kuželovitý tvar a většinou jsou přibližně stejně velké. Povrchové buňky pokožky jsou přeměněny ve zrohovatělé šupiny tvořící voděodolnou vrstvu. Plazi, na rozdíl od obojživelníků, nedokáží dýchat pokožkou a jejich dýchací soustava je mnohem efektivnější, protože vhání kyslík do plic pomocí roztahování hrudní dutiny. Srdce plazů se podobá srdci obojživelníků, obsahuje ovšem přepážku, která mnohem dokonaleji odděluje okysličenou a neokysličenou krev. Rozmnožovací soustava je uzpůsobena vnitřnímu oplození, sestává tedy z pohlavních orgánů přítomných u většiny obratlovců. Vajíčka jsou obklopena blánou, která je chrání před vysušením, a jsou kladena na zem, u některých druhů se vyvíjí uvnitř těla samice. Močový měchýř plazů je malý a dusíkaté odpadní látky jsou z těla odváděny v podobě kyseliny močové.
Želvy jsou význačné svou ochrannou schránkou. Jejich neohebný trup je uzavřený v rohovinovém krunýři. Ten je tvořen kostěnými pláty usazenými v kožní vrstvě a je pokryt vrstvou zrohovatělou. Částečně je spojen se žebry a páteří. Krk želv je dlouhý a ohebný. Hlava a končetiny mohou být zatáhnuty dovnitř krunýře. Želvy jsou býložravci a jejich zuby byly tudíž nahrazeny ostrými rohovitými výčnělky. Přední končetiny jsou u vodních druhů želv přeměněny na ploutve.
Ještěrky mají lebku s jedním otvorem na každé straně. To jim umožňuje široce rozevřít ústa, protože čelisti jsou spojeny mnohem volněji. Ještěrky mají většinou čtyři krátké postranní končetiny, které drží tělo mírně nad povrchem. Některé druhy ovšem nohy nemají, tudíž se podobají hadům. Ještěrky mají pohyblivá víčka, ušní bubínky a některé druhy ještěrek mají dokonce parietální oko (takzvané třetí oko).
Hadi jsou blízkými příbuznými ještěrek, kteří se oddělili ze společné rodové linie v období křídy. Sdílí s ještěrkami mnoho společných znaků. Kostra se skládá z lebky, jazylky, páteře a žeber. Některé druhy si také ponechaly pozůstatek pánve a zadních končetin. Ze stejného důvodu jako ještěrky mohou hadi rozevřít ústa tak doširoka, že dokáží spolknout celou svou kořist. Hadi mají pohyblivá víčka, pokrytá průhlednými šupinami. Nemají ušní bubínky, ale prostřednictvím kostí lebky dokáží detekovat vibrace na povrchu země. Jejich rozeklaný jazyk slouží k rozpoznání chuti a pachu, někteří hadi mají na hlavě senzorickou dutinu umožňující lokalizovat teplokrevnou kořist.
Krokodýli jsou mohutní vodní plazi s dlouhým čenichem a velkým počtem zubů. Hlava a tělo jsou dorzoventrálně zploštělé a ocas je dlouhý, silný a též po stranách zploštělý. Krokodýli jím vlní ze strany na stranu, což jim umožňuje pohyb ve vodě. Tuhé zrohovatělé šupiny vytvářejí tělesné brnění, některé šupiny jsou připevněny k lebce. Nozdry, oči a uši vystupují nad povrch ploché hlavy. Nacházejí se tak nad hladinou vody, když krokodýl plave. Nozdry a uši jsou proti vniknutí vody chráněné záklopkami. Na rozdíl od jiných plazů mají krokodýli čtyřkomorová srdce. Čtyři komory umožňují dokonalé oddělení okysličené a neokysličené krve.

### Anatomie ptáků
Ptáci jsou čtyřnozí živočichové, jejichž zadní končetiny slouží k chůzi či poskakování a přední končetiny se vyvinuly v křídla pokrytá peřím a uzpůsobená k létání. Ptáci jsou teplokrevní živočichové s rychlým metabolismem, lehkou kostrou a silnými svaly. Dlouhé kosti mají tenké, duté a velice lehké. Do některých kostí vedou vzdušné vaky spojené s plícemi. Ptáci nemají žádné zuby a úzké čelisti se přeměnily v zobák pokrytý vrstvou rohoviny. Oči jsou relativně velké, zejména u nočních druhů ptáků jako jsou sovy. Oči dravých ptáků směřují dopředu, oči kachen směřují do boku.
Peří je epidermální kožní porost vyrůstající z pokožky ptáků. Velká pera sloužící k létání najdeme na křídlech a ocase, konturové peří pokrývá povrch těla a jemné prachové peří je patrné na mláďatech a pod konturovým peřím vodních ptáků. Jedinou kožní žlázou ptáků je kostrční žláza nacházející se u báze ocasu. Produkuje mazovou sekreci, která chrání peří proti vodě. Na zadních končetinách ptáků se nacházejí šupinky, prsty jsou zakončeny drápy.

### Anatomie savců
Savci jsou rozmanitou skupinou živočichů. Většina z nich je suchozemská, některé druhy žijí ve vodě či létají. Většinou se jedná o čtyřnohé živočichy; některé mořské druhy mají končetiny modifikované do ploutví nebo končetiny nemají. Přední končetiny netopýrů se přeměnily v křídla. Nohy většiny savců jsou umístěny pod trupem posazeným vysoko nad zemí. Kosti savců jsou zkostnatělé a zuby (obvykle diferencované) jsou pokryty vrstvou zubní skloviny. Zuby se jednou za život savců vymění (mléčné zuby), kytovci nemění svoje zuby vůbec. Savci mají ve středním uchu tři kůstky a hlemýždě ve vnitřním uchu. Těla savců jsou pokryta chlupy a pokožka obsahuje žlázy produkující pot. Některé žlázy jsou speciální – prsní žlázy produkující mateřské mléko, jímž samice krmí mláďata. Savci dýchají pomocí plic a hrudní koš je od břišní dutiny oddělen svalovitou membránou – bránicí – hlavním dýchacím svalem. Srdce savců má čtyři komory, okysličená a neokysličená krev jsou dokonale odděleny. Dusíkatý odpad je vylučován močí.
Většina savců rodí živá mláďata. Výjimkou jsou zástupci řádu ptakořitních – ptakopysk a ježura australská – kteří kladou vejce. Ostatní savci mají placentu, jíž je rostoucí plod vyživován. Vačnatci ovšem mají fetální stadium velmi krátké a rodí nevyvinutá mláďata, která si ihned po narození hledají cestu do matčina vaku, kde se přisají k bradavce a ve vaku dokončí vývoj.

## Anatomické směry, řezy a roviny
Pro potřeby orientace na tělech rostlin a živočichů jsou definované a mezinárodně uznávané anatomické roviny, řezy a směry. Názvosloví je založeno převážně na latině.

## Anatomie lidského těla
Lidé mají stavbu těla shodnou se stavbou těla ostatních savců. Lidé mají hlavu, krk, trup (obsahující dutinu hrudní a dutinu břišní), dvě paže s rukama a dvě nohy.
Většinou se studenti biologických věd, zdravotníci, ortopedové, fyzioterapeuti, zdravotní sestry a studenti medicíny učí makroskopickou a mikroskopickou anatomii na anatomických modelech, kostrách, diagramech, fotografiích, učebnicích, na přednáškách a praktických cvičeních. Dále se studenti medicínských oborů učí makroskopickou anatomii praktickou zkušeností – prostřednictvím pitev a zkoumáním mrtvých těl. Praktické studium mikroskopické anatomie (histologie) může probíhat prostřednictvím zkoumání histologických preparátů pod mikroskopem.
Anatomie lidského těla, fyziologie a biochemie jsou pomocné vědy základní medicíny a většinou jsou vyučovány v prvním ročníku zdravotnické školy. Anatomii lidského těla lze studovat systematicky nebo topograficky. Topografické studium lidské anatomie zahrnuje zkoumání jednotlivých částí, např. hlavy nebo hrudi. Systematická anatomie studuje orgánové soustavy, např. nervovou či dýchací.
Dokonalou znalost lidské anatomie vyžadují obory chirurgické a diagnostické (například histopatologie či radiologie).
Akademičtí anatomové jsou obvykle zaměstnáváni na univerzitách a zdravotních školách. Zde vyučují anatomii a výzkum orgánů, orgánových systémů, tkání a buněk.

## Obory
- Srovnávací anatomie
- Anatomie rostlin
- Anatomie živočichů
  - Anatomie měkkýšů
  - Anatomie obratlovců
    - Anatomie kočky domácí
    - Anatomie psa domácího
    - Anatomie ptáků
    - Anatomie člověka

## Příbuzné obory
- Patologická anatomie